# Нордли, Симен
Симен Болкан Нордли (норв. Simen Bolkan Nordli; род. 25 декабря 1999, Эльверум, Хедмарк) — норвежский футболист, полузащитник клуба «Раннерс».

## Клубная карьера
Нордли — воспитанник клуба «Оттестад». В 2015 году он дебютировал за основной состав. В 2016 году Нордли перешёл в «Хам-Кам». В том же году он дебютировал во Втором дивизионе Норвегии. В 2018 году Симен помог команде выйти в Первый дивизион. В 2020 году Нордли перешёл в «Олесунн». 21 июня в матче против «Молде» он дебютировал в Типпелиге. В этом же поединке Симен забил свой первый гол за «Олесунн». В начале 2023 года Нордли перешёл в датский «Раннерс». 19 февраля в матче против «Оденсе» он дебютировал в датской Суперлиге. 23 апреля в поединке против «Брондбю» Симен сделал «дубль», забив свои первые голы за «Раннерс». 